# Konstsim vid världsmästerskapen i simsport 2024 – Akrobatiskt lagprogram
Det akrobatiska lagprogrammet i konstsim vid världsmästerskapen i simsport 2024 avgjordes mellan den 3 och 4 februari 2024 i Aspire Dome i Doha i Qatar.
Kina tog guld, Ukraina tog silver och USA tog brons.

## Resultat
Kvalet startade den 3 februari klockan 19:00. Finalen startade den 4 februari klockan 14:00.
Grön bakgrund betyder att konstsimmarna gick vidare till finalen
| Placering | Nation     | Simmare | Kval     | Kval      | Final            | Final            |
| Placering | Nation     | Simmare | Poäng    | Placering | Poäng            | Placering        |
| --------- | ---------- | --- | -------- | --------- | ---------------- | ---------------- |
| 1         | Kina       | Chang Hao Feng Yu Wang Ciyue Wang Liuyi Wang Qianyi Xiang Binxuan Xiao Yanning Zhang Yayi                                                                                         | 247,0233 | 1         | 244,1767         | 1                |
| 2         | Ukraina    | Maryna Aleksijiva Vladyslava Aleksijiva Marta Fjedina Oleksandra Horetska Veronika Hrysjko Darja Mosjynska Anastasija Sjmonina Valerija Tysjtjenko                                | 243,2134 | 2         | 243,3167         | 2                |
| 3         | USA        | Anita Alvarez Jaime Czarkowski Nicole Dzurko Keana Hunter Audrey Kwon Calista Liu Bill May Daniella Ramirez                                                                       | 220,0534 | 6         | 242,2300         | 3                |
| 4         | Kanada     | Sydney Carroll Scarlett Finn Laurianne Imbeau Jonnie Newman Raphaelle Plante Kenzie Priddell Claire Scheffel Olena Verbinska                                                      | 220,8767 | 4         | 222,1367         | 4                |
| 5         | Spanien    | Cristina Arámbula Txell Ferré Marina García Lilou Lluis Meritxell Mas Alisa Ozhogina Sara Saldaña Iris Tió                                                                        | 220,3767 | 5         | 219,9367         | 5                |
| 6         | Italien    | Linda Cerruti Marta Iacoacci Giorgio Minisini Enrica Piccoli Lucrezia Ruggiero Isotta Sportelli Giulia Vernice Francesca Zunino                                                   | 209,8799 | 9         | 213,3501         | 6                |
| 7         | Japan      | Moka Fujii Moe Higa Tomoka Sato Ayano Shimada Ami Wada Akane Yanagisawa Mashiro Yasunaga Megumu Yoshida                                                                           | 209,8801 | 8         | 206,7434         | 7                |
| 8         | Egypten    | Mariam Ahmed Amina Elfeky Hanna Hiekal Salma Marei Sondos Mohamed Laila Mohsen Nihal Saafan Amina Tarek                                                                           | 186,9534 | 11        | 196,3433         | 8                |
| 9         | Israel     | Eden Blecher Shelly Bobritsky Maya Dorf Noy Gazala Catherine Kunin Nikol Nahshonov Ariel Nassee Neta Rubichek                                                                     | 206,8200 | 10        | 188,5401         | 9                |
| 10        | Mexiko     | Nuria Diosdado Daniela Estrada Itzamary González Glenda Inzunza Joana Jiménez Luisa Rodríguez Jessica Sobrino Pamela Toscano                                                      | 225,0267 | 3         | 187,6499         | 10               |
| 11        | Chile      | Nicolás Campos Soledad García Trinidad García Theodora Garrido Macarena Lagos Josefa Morales Fiona Prieto Rocío Vargas                                                            | 182,6333 | 12        | 186,8766         | 11               |
| 12        | Grekland   | Maria Alzigkouzi Thaleia Dampali Zoi Karangelou Maria Karapanagiotou Danai Kariori Artemi Koutraki Ifigeneia Krommydaki Sofia Malkogeorgou                                        | 214,2368 | 7         | 173,0234         | 12               |
| 13        | Kazakstan  | Nargiza Bolatova Eteri Kakutia Aigerim Kurmangaliyeva Xeniya Makarova Arina Myasnikova Anna Pavletsova Zhaklin Yakimova Zhaniya Zhiyengazy                                        | 177,1933 | 13        | Gick inte vidare | Gick inte vidare |
| 14        | Ungern     | Gréta Fehér Lilien Götz Szabina Hungler Titanilla Janku Kíra Olimpia Kecskés Réka Márialigeti Léna Szórát Blanka Taksonyi                                                         | 174,3800 | 14        | Gick inte vidare | Gick inte vidare |
| 15        | Australien | Carolyn Rayna Buckle Natalia Caloiero Georgia Courage-Gardiner Kiera Gazzard Margo Joseph-Kuo Anastasia Kusmawan Zoe Poulis Milena Waldmann                                       | 172,9033 | 15        | Gick inte vidare | Gick inte vidare |
| 16        | Slovakien  | Veronika Ásványiová Michaela Bernáthová Chiara Diky Lea Anna Krajčovičová Johana Lajčáková Viktória Reichová Žofia Strapeková Lisa Zemanová                                       | 172,2900 | 16        | Gick inte vidare | Gick inte vidare |
| 17        | Thailand   | Jinnipha Adisaisiributr Kantinan Adisaisiributr Patrawee Chayawararak Chantaras Jarupraditlert Wattikorn Khethirankanok Pongpimporn Pongsuwan Supitchaya Songpan Voranan Toomchay | 161,9300 | 17        | Gick inte vidare | Gick inte vidare |
| 18        | Macao      | Ao Weng I Chan Ka Hei Chau Cheng Han Chio Weng Tong Gabriel Zhou Constanca Sofia Lam Cheng Tong Leong Hoi Cheng Shao Anlan                                                        | 158,0933 | 18        | Gick inte vidare | Gick inte vidare |
| 19        | Brasilien  | Vitória Casale Luzia Galvez Luiza Lopes Sara Marinho Ana Beatriz Nunes Jaddy Milla Portela Passos Celina Rangel Anna Veloso                                                       | 147,3167 | 19        | Gick inte vidare | Gick inte vidare |